# Тапас
Тапас и пинчос
Традицията в средиземноморската кухня, състояща се в предлагане на различни малки порции храна по време на пиене, се установява в Испания под формата на т.нар. тапас – tapas (мн.ч. на tapa: „мезе“). В някои области на Северна Испания, главно в Кантабрия, Ла Риоха и Баския, тапас се предлагат под формата на пинчос – pinchos (мн.ч. на pincho: „шишче“ тук: „хапки на клечка“). В тези области обикновено всички тапас са на една цена. В други области, най-вече в източна Андалусия, обикновено се предлагат безплатно към всяко питие. В Испания няма точно определено време за консумиране на тапас, но може да се каже, че това се случва в часовете около обяд и вечеря.

## Етимология
Смята се, че етимологическият произход на думата tapa идва от стар обичай да се покриват чашите с вино в кръчмите с парче хляб или резен шунка, за да не влизат насекоми и прах. От там тапа: „капак, похлупак“ (и на български „тапа“), придобива значението си на „мезе“.

## История
Тапас в днешния си вид се появяват по време на кризата, предизвикана от гражданската война в Испания, въпреки че се смята за стар обичай да се консумират малки хапки, с които да се залъже гладът. Тапас са извървели пътя си от обикновено мезе до специфичната си форма – една цяла кулинарна култура.
Да се определи произходът им в испанската кухня е трудно, защото се е променяло понятието за тях през различните епохи. Твърде вероятно е появата им да съвпада с тази на баровете, които започнали да ги предлагат в знак на любезност към клиентите си и поради това, че са солени, са увеличавали консумацията на напитки.

## Видове
Разнообразието на тапас е голямо и зависи в огромна степен от кулинарните особености на региона, в който се намира човек. Няма правило за количеството на една порция, но в повечето случаи тя достига до няколко хапки. Освен регионалните особености съществува и разделение на топли и студени тапас.
В баровете за montaditos (вид малки сандвичи) тапас се сервират с хляб като сандвич, а на други места се сервират в глинени купички. В много други провинции на Испания е популярно да се сервират малки студени порции като маслини, чипс, ядки безплатно или по желание на клиента дори и да не е консумирано питие, тъй като те пораждат жажда и подтикват към поръчването на самото питие. В провинции като Авила, Сеговия и Касерес традиционните тапас са крокети, сандвичи, панирани ролца от калмари, испанска тортия, пълнени чушки, където топло приготвените тапас превъзхождат студените, които остават на заден план.